# Ascogrammitis nana
Ascogrammitis nana är en stensöteväxtart som först beskrevs av Michael Sundue och M. Kessler, och fick sitt nu gällande namn av Michael Sundue. Ascogrammitis nana ingår i släktet Ascogrammitis och familjen Polypodiaceae. Inga underarter finns listade.